# Културен материализъм (културни изследвания)
В теорията на литературата и културните изследвания културният материализъм води началото си от работите на левия литературен критик Реймънд Уилямс. Културният материализъм анализира на базата на критическата теория в традицията на Франкфуртската школа.
Като теоретично движения той се появява през 80-те години наред с новия историцизъм — американски подход към литературата на ранна модерност, с която културният материализъм споделя общи корени. Терминът е изкован от Уилямс, който описва с него теоретичното съчетание на левичарския културализъм и марксисткия анализ. Културните материалисти се занимават със специфични исторически документи и правят опит да анализират и пресъздадат духа на определен момент от историята.